# Flughafen Memanbetsu

i8
i11
i13
Der Flughafen Memanbetsu (japanisch 女満別空港 Memambetsu Kūkō, IATA-Code: MMB, ICAO-Code: RJCM) ist ein kleiner Verkehrsflughafen der Stadt Ōzora, Unterpräfektur Okhotsk, Hokkaidō in Japan. Der Flughafen liegt etwa fünf Kilometer südlich vom Stadtzentrum Ōzoras an der Nordküste Hokkaidōs. Von hier gibt es derzeit (2009) nur Inlandsverbindungen. Der Flughafen Memanbetsu gilt nach der japanischen Gesetzgebung als Flughafen 3. Klasse.

## Geschichte
Der Flughafen lag ursprünglich auf dem Gebiet der Stadt Memanbetsu, die 2006 zusammen mit dem Dorf Higashimokoto in die Stadt Ōzora eingegliedert wurde.

## Verkehrszahlen
Durch die Nähe zum touristisch frequentierten Shiretoko-Nationalpark nutzen jährlich etwa eine Million Passagiere den Flughafen.